# SRC Biljanini Izvori
SRC Biljanini Izvori ( em macedônio/macedónio:  СРЦ "Билјанини извори"    ) é um estádio multiusos em Ohrid, na Macedónia do Norte . Tem capacidade para 2.500 pessoas e é a sede do FK Ohrid Lihnidos e do ŽFK Biljanini Izvori . Também tem sido usado pela selecção nacional da Macedónia do Norte para treinos.